# Cinémathèque d'Alger
La cinémathèque d'Alger ou cinémathèque algérienne est un établissement public, subventionné par l'État, créé le 23 janvier 1965,, disposant de dix salles de diffusion du répertoire à partir de la cinémathèque d'Alger qui permet le lancement des programmes quotidiens à travers le territoire national.

## Mission
La cinémathèque algérienne répond aux conditions et normes établis par la Fédération internationale des archives du film (FIAF) : elle récupère, rassemble, conserve et protège les films.

## Historique
En décembre 2018, le ministre de la Culture Azzedine Mihoubi a nommé le réalisateur et  journaliste Salim Aggar à la direction de la cinémathèque d'Alger,. Il occupe depuis ce poste.

## Film documentaire
La réalisatrice franco-algérienne Jacqueline Messaouda Gozland retrace l'histoire de la cinémathèque d'Alger dans un documentaire intitulé Mon histoire n'est pas encore écrite, sorti en 2017'. Ce «carrefour des arts situé entre l'université d'Alger, le Musée d'Art moderne d'Alger et le Théâtre national algérien», fondé grâce à la volonté commune de Henri Langlois, Mahieddine Moussaoui et Jean-Michel Arnold, y apparaît comme un lieu culturel majeur, qui a contribué à l’essor d’une cinématographie nationale en Algérie. Le film prend appui sur des archives et sur les témoignages de cinéastes et de critiques comme Jean Douchet, Sid Ahmed Agoumi, Farouk Beloufa,  Ahmed Bejaoui, Lyes Meziani.